# Илирске листопадне шуме
Илирске листопадне шуме су екорегион у оквиру средоземног биома, који се протеже дуж северних и источних обала Јадранског и Јонског мора — од северне Италије до северне Грчке. Површина овог критично угроженог екорегиона је 40 600 km².

## Живи свет илирских шума
Примарну вегетацију овог региона чине шумски екосистеми, чију вегетацију граде листопадне врсте (углавном храстови, граб, питоми кестен, липе). Ближе обали, на нижим надморским висинама, зимзелене врсте преузимају доминацију и граде шуме, макије и гариге. У свим екосистемима овог екорегиона заступљеност ендемских биљака је висока (до 20%).